# Reino Ragnar Lehto

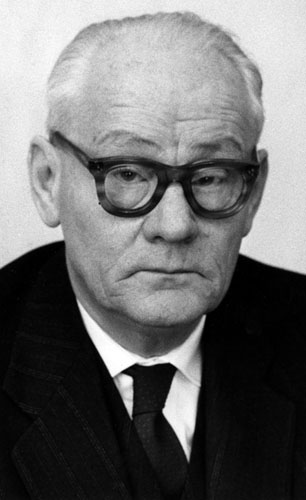

Reino Ragnar Lehto (2 tháng 5 năm 1898 – 13 tháng 7 năm 1966) là Thủ tướng Phần Lan từ 18 tháng 12 năm 1963 đến 12 tháng 9 năm 1964. Ông sau đó giữ chức Thống đốc tỉnh Uusimaa từ năm 1964 đến khi ông qua đời năm 1966.